# 1516

## أحداث
- نهاية حرب عصبة كامبراي في 1516 والتي بدأت في 1508.
- 24 أغسطس - معركة مرج دابق بين المماليك والعثمانيين.
- استولى البرتغاليون على قطر.

## مواليد
- الملكة ماري
- محمد عرب زاده

## وفيات
- جوفاني بيليني
- قانصوه الغوري